# سن تومه (ونزوئلا)
سن تومه (انگلیسی: San Tomé, Venezuela) نام شهری در کشور ونزوئلا است.